# 古今伝授
古今伝授（こきんでんじゅ）または古今伝受は、広義では、勅撰和歌集である『古今和歌集』の解釈を、秘伝として師から弟子に伝えたものである。狭義では、藤原俊成・定家の嫡系子孫である御子左流二条家（二条派）に伝えられたもの。さらなる狭義では、二条家断絶後、二条派の東常縁から宗祇に伝えられ、以降相伝されたものを指す。

## 歴史
古今和歌集の読み方や解釈を秘伝とする風習は、平安時代末期頃から現れつつあった。鎌倉時代以降公家の家筋が固まり、家の家職が分別化されると、古今和歌集の解釈は歌学を家職とする二条家の秘事として代々相承されるようになった。しかし二条為衡の死によって二条家が断絶すると、二条家の教えを受けた者達（二条派）によってこれらの解釈が受け継がれるようになった。
二条家の秘伝は二条為世の弟子であった頓阿によって受け継がれ、その後経賢、尭尋、尭孝と続いた。尭孝は東常縁に秘伝をことごとく教授し、常縁は室町時代中期における和歌の権威となった。常縁は足利義尚や近衛政家、三条公敦などに古今集の伝授を行った。古今和歌集は上流階級の教養である和歌の中心を成していたが、注釈無しでその内容を正確に理解することは困難であった。このため、古今集解釈の伝授を受けるということには大きな権威が伴った。文明三年（1471年）、常縁は美濃国妙見宮（現在の明建神社）において連歌師宗祇に古今集の伝授を行った。
宗祇は三条西実隆と肖柏に伝授を行い、肖柏が林宗二に伝えたことによって、古今伝授の系統は三つに分かれることになった。三条西家に伝えられたものは後に「御所伝授」、肖柏が堺の町人に伝えた系譜は「堺伝授」、林宗二の系統は「奈良伝授」と呼ばれている。堺伝授は堺の町人の家に代々受け継がれていったが、歌人でない当主も多く、ただ切紙の入った箱を厳重に封印して受け継ぐ「箱伝授」であった。一方で世間には伝来のない古今伝授の内容が流布され、民間歌人の間で珍重されるようになった。しかし和歌にかわって俳諧が広まり、国学の発展によって古今和歌集解釈が新たに行われるようになると、伝授は次第に影響力を失っていった。

### 御所伝授
三条西家は代々一家で相伝していたが、三条西実枝はその子がまだ幼かったため、後に子孫に伝授を行うという約束で細川幽斎に伝授を行った。ところが慶長5年（1600年）、幽斎の居城田辺城は石田三成方の小野木重次らに包囲された（田辺城の戦い）。幽斎が古今伝授を行わないうちに死亡して、古今伝授が絶えることをおそれた朝廷は、勅使を派遣し幽斎の身柄を保護して開城させた。幽斎は八条宮智仁親王、三条西実条、烏丸光広らに伝授を行い、1625年(寛永2年)、後水尾上皇は八条宮から伝受をうけ、以降この系統は御所伝授と呼ばれる。

## 内容
奈良伝授の内容は現在に伝わっていないが、御所伝授や堺伝授の内容は現在確認することができる。御所伝授は口伝と紙に記したものを伝える「切紙伝授」（きりがみでんじゅ）によって構成されている。烏丸家には現存最古とされる切紙と、その付属書類が伝わっており、その内容を知ることができる。切紙は単に受け継がれただけではなく、近衛尚通や幽斎によって書かれたものも存在しており、また時代が下ると次第に内容が書き加えられていく傾向があった。また師が弟子に伝達したことを認可する証明書も含まれている。幽斎は肖柏の一族から堺伝授の切紙を買い上げており、その経緯もともに伝授されている。